# Aleksiejówka (obwód wołyński)
Aleksiejówka (ukr. Олексіївка, Ołeksijiwka) – wieś na Ukrainie, w obwodzie wołyńskim, w rejonie kamieńskim, w radzie miejskiej Kamień Koszyrski. W 2001 roku liczyła 562 mieszkańców.
Według danych z 2001 roku 99,5% mieszkańców jako język ojczysty wskazało ukraiński, 0,5% – rosyjski.
W II Rzeczypospolitej wieś Aleksiejówka należała do gminy wiejskiej Kamień Koszyrski w powiecie koszyrskim, w województwie poleskim. W 1921 roku liczyła 259 mieszkańców (137 kobiet i 122 mężczyzn) i znajdowało się w niej 46 budynków mieszkalnych. 235 osób deklarowało narodowość polską, 24 – rusińską. 243 osoby deklarowały przynależność do wyznania prawosławnego, 13 – do rzymskokatolickiego, 2 – do greckokatolickiego, 1 – do mojżeszowego.